# Launchpad
Launchpad est une forge logicielle développée et maintenue par Canonical.

## Composantes
Launchpad se compose de plusieurs parties :
- « Code » : hébergement de code source (utilise le système de contrôle de versions Bazaar).
- « Bugs » : système de suivi de bogues qui permet de suivre les bogues dans des contextes multiples.
- « Blueprints » : système de suivi des spécifications et des nouvelles fonctionnalités.
- « Translations » : traduction des applications dans différentes langues.
- « Answers » : aide à la communauté
- « Soyuz » : composante importante, mais moins directement apparente, qui assure la gestion de la distribution.

## Les teams
Le plus souvent, un logiciel est maintenu par une équipe. Sur Launchpad, des équipes (appelées « teams ») peuvent être créées pour permettre aux utilisateurs de s'inscrire.
Les teams sont administrées par des personnes choisies lors de la création. 
Il existe 3 types de teams :
| Type de team | Traduction | Propriété |
| ------------ | ---------- | --- |
| Open         | Ouverte    | Tout membre peut s'y inscrire.                                                                               |
| Restricted   | Restreinte | Les membres proposent leur candidature, qui sont ensuite validées ou non par les membres de la team.         |
| Moderated    | Modérée    | Les membres proposent leur candidature, qui sont ensuite validées ou non par les administrateurs de la team. |

## Utilisateurs
Launchpad est actuellement essentiellement utilisé dans le cadre du développement d'Ubuntu et d'autres projets de Canonical (par exemple Bazaar et Juju). Il est également utilisé par des projets d'autres origines, qui s'en servent pour gérer des aspects variés de leur développement. Les plus importants sont MySQL, Zope 3, Gnome Do, Drizzle, ou Upstart.

## Critiques
Dans les années 2000, il avait été reproché à Launchpad de ne pas être distribué sous une licence libre telle que la GNU GPL, en contradiction avec son objet. Pour justifier ce choix, Mark Shuttleworth avait alors évoqué le besoin de programmeurs rémunérés pour continuer à développer le projet, et d'autre part le fait que des forks seraient vraisemblablement incompatibles entre eux, et donc inutiles.
Le 9 juillet 2007, une première composante de Launchpad (Storm) a été distribuée sous licence libre, et le 22 juillet 2008, Mark Shuttleworth a annoncé que l'intégralité du code source serait diffusée avant un an, ce qui a été réalisé le 21 juillet 2009,.

## Concurrents
- OmniPlan (en)
- OpenProj (logiciel open source)
- PSNext (logiciel propriétaire)
- Teamlab (logiciel libre)